# Monte Ventor
O Monte Ventor ou Monte Ventoux (Ventor em occitano e Ventoux em francês) é uma montanha que faz parte dos Alpes Ocidentais na sua secção dos Pré-Alpes da Provença e está situado no departamento francês de Vaucluse, na região de Provença-Alpes-Costa Azul, e culmina a 1 911 m de altitude.

## Etimologia
O seu nome significa ventoso, o que é de facto verdade, pois no cume já se registaram velocidades de 320 km/h, especialmente do vento mistral. O vento é superior a 90 km/h em média em 240 dias por ano.

## Geografia
De rocha calcária e com 25 km de comprimento numa direção Norte-Sul, é o ponto mais alto do Montes de Vaucluse dos quais faz parte. O seu isolamento geográfico permite vê-lo de muito longe, e em contrapartida uma vez no seu cimo pode ver-se o Mar Mediterrâneo, com o Golfo de Leão e a Camarga, assim como a Vale do Ródano e mesmo Notre-Dame-de-la-Garde em Marselha.

## Ascensões
Entre as pessoas que subiram até ao cimo no século XIV encontram-se Jean Buridan e Petrarca.

## Tour de France
A montanha tem sido utilizada como final de etapa em várias edições da Volta à França em bicicleta. A escalada mais trágica foi a 13 de julho de 1967, quando o ciclista britânico  Tom Simpson faleceu em plena subida, provavelmente de hipertermia causada por exaustão, uso de anfetaminas e álcool. Na subida de 1970 Eddy Merckx venceu a etapa mas teve de receber oxigénio; o mesmo sucedeu no Tour de 2013, quando Chris Froome venceu a etapa mas também necessitou de receber oxigénio após o fim da prova.

## Imagem

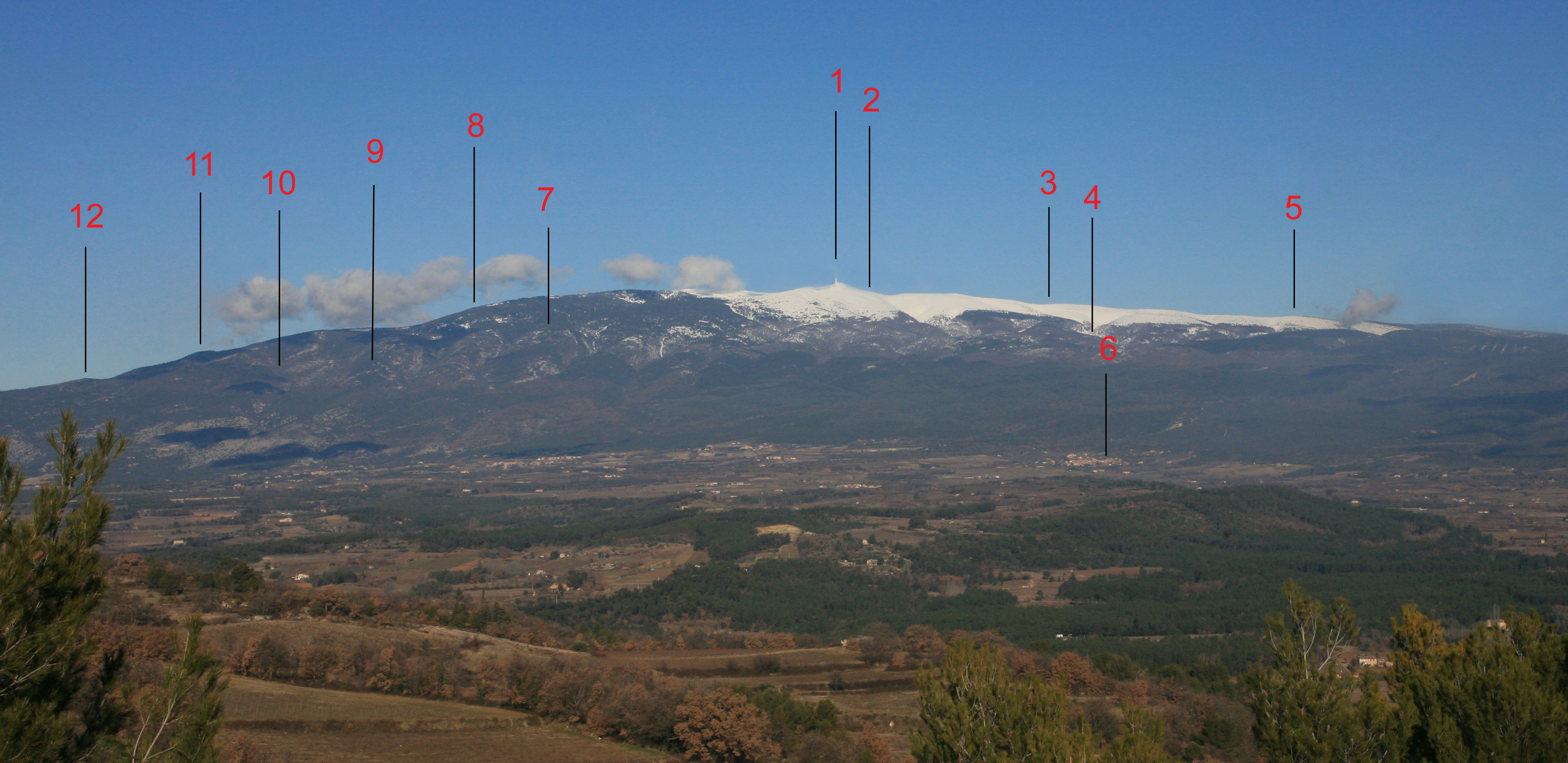
O monte Ventoux com os nomes principais de colos e picos
1 = Mont Ventoux - 2 = Col des Tempêtes - 3 = Tête de la Grave - 4 = Chalet Reynard - 5 = Col de la Frache - 6 = Flassan - 7 = Rocher de Cachillan - 8 = Tête de Chauve - 9 = Tête du gros Charne - 10 = Tête du Fribouquet - 11 = Cime Saint Vincent - 12 = Grand Barbeirol